# Michael Dickson (Footballspieler)
Michael Dickson (geboren am 4. Januar 1996 in Sydney, Australien) ist ein australischer American-Football-Spieler auf der Position des Punters. Er spielte College Football für die University of Texas at Austin und wurde in der fünften Runde des NFL Draft 2018 von den Seattle Seahawks ausgewählt.

## Frühe Jahre und College
Dickson spielte Fußball, bis er acht Jahre alt war, anschließend entschied er sich für Australian Football. Er war mehrere Jahre lang in der Akademie der Sydney Swans aus der Australian Football League. Dickson nahm 2014 am AFL Draft teil, wurde aber nicht ausgewählt. Anschließend kam er in Kontakt mit Prokick Australia und zog nach Melbourne, um dort als Punter zu trainieren. Wenig später wurde die University of Texas at Austin auf Dickson aufmerksam und bot ihm ein Stipendium an.
Von 2015 bis 2017 spielte Dickson College Football für die Texas Longhorns an der University of Texas at Austin. In den Spielzeiten 2016 und 2017 wurde er als Special Teams Player of the Year in der Big 12 Conference ausgezeichnet. Beim Texas Bowl 2017 wurde Dickson als Most Valuable Player (MVP) ausgezeichnet. Von elf Punts konnte er zehn hinter der gegnerischen 15-Yard-Linie platzieren. Dickson war der erste Punter seit 2008, der als MVP eines Bowl Game ausgezeichnet wurde. Er wurde in der Saison 2017 zum Unanimous All-American gewählt und mit dem Ray Guy Award als bester Punter am College ausgezeichnet. Bereits vor dem Texas Bowl hatte Dickson bekanntgegeben, auf ein mögliches viertes Jahr am College zu verzichten, um sich für den NFL Draft anzumelden.

## NFL
Dickson wurde im NFL Draft 2018 in der fünften Runde an 149. Stelle von den Seattle Seahawks ausgewählt. Am achten Spieltag seiner Rookiesaison wurde er als NFC Special Teams Player of the Week ausgezeichnet. Gegen die Detroit Lions sollte Dickson beim Stand von 28:14 für die Seahawks bei einem Punt von der eigenen 3-Yard-Linie absichtlich ein Safety verursachen, um Zeit von der Uhr zu nehmen. Stattdessen konnte er bei Fourth-and-8 eine Lücke nutzen und mit einem Lauf für neun Yards ein neues First Down erzielen. Er kam in der Saison 2018 auf 48,2 Yards pro Punt und wurde in den Pro Bowl sowie in die All-Pro-Auswahl gewählt. Im Juni 2021 unterzeichnete er eine Vertragsverlängerung über vier Jahre. Am fünften Spieltag der Saison 2021 gegen die Los Angeles Rams machte Dickson auf sich aufmerksam, als er einen geblockten Punt aufnahm und erneut puntete, womit er 68 Yards Raumgewinn erzielte.